# Секстаккорд
Секстакко́рд — аккорд, первое обращение трезвучия с терцовым тоном в основании. В трёхголосии секстаккорд можно получить посредством перенесения основного тона необращённого трезвучия на октаву вверх. Интервал между двумя крайними звуками секстаккорда (включительно) равен сексте, отсюда его название.
Сокращённо секстаккорд обозначается буквой, указывающей вид аккорда или его ладовое положение, и цифрой 6, обозначающей интервал сексту. Например, тонический секстаккорд обозначается, как Т6.
Сонантная характеристика секстаккорда соответствует сонантности основного вида трезвучия, от которого он образован.

## Виды секстаккордов по строению
Секстаккорды, подобно трезвучиям, от которых они образованы, делятся по своей структуре на четыре типа:
| Название           | Трезвучие   | Секста  | Интервальный состав | Пример                |
| ------------------ | ----------- | ------- | ------------------- | --------------------- |
| Малый (минорный)   | минорное    | большая | б. 3 + ч. 4         | ми-бемоль — соль — до |
| Большой (мажорный) | мажорное    | малая   | м. 3 + ч. 4         | ми — соль — до        |
| Увеличенный        | увеличенное | малая   | б. 3 + ум. 4        | до — ми — ля-бемоль   |
| Уменьшённый        | уменьшённое | большая | м. 3 + ув. 4        | до — ми-бемоль — ля   |